# Anneliese Graes
Anneliese Graes (* 5. November 1930; † 1. Juni 1993 in Bottrop) war eine deutsche Kriminalhauptmeisterin. Bekannt wurde sie in ihrer Vermittlerrolle mit den Terroristen bei der Geiselnahme von München 1972.

## Ausbildung und Beruf
Nach Kriegsende bildete sie sich zur Krankenschwester aus und arbeitete zeitweise in England. Nach Deutschland zurückgekehrt, wurde sie Kriminalbeamtin; 1972 war sie in Essen beim 2. Kommissariat (Sexualdelikte).

## Historische Bedeutung
Die Kriminalpolizistin Anneliese Graes gehörte seit dem 26. Juli 1972 als Freiwillige zum Ordnungsdienst im Olympischen Dorf in München; sie war eine von nur gut drei Dutzend weiblichen Mitgliedern, die übrigen knapp 2000 Angehörige waren Männer. Am 5. September 1972 trat sie ihren Dienst um 7.00 Uhr an, Als sie zu den Diensträumen kam, erfuhr sie von dem Überfall auf die israelische Olympia-Mannschaft. Sie ging los, um ihre bereits seit mehr als zwei Stunden vor dem Haus Connollystraße tätige Kollegin Gertrud Lauterbach abzulösen. Das geschah zwischen 7.50 Uhr (Angabe Anneliese Graes) und 8.25 Uhr (Angabe Gertrud Lauterbach). Bis etwa 20.50 Uhr hielt überwiegend Graes den Kontakt mit dem Anführer der Terroristen. Sie bot sich auch als Faustpfand für den bevorstehenden Flug nach Kairo an.

„Was soll dieser Unsinn?“

1974 erhielt Anneliese Graes für ihren Einsatz das Bundesverdienstkreuz am Bande.

## Privates
Sie wohnte in Essen in der Gustav-Hicking-Straße. Seit 1958 litt sie an Diabetes mellitus Typ-1. Trotz schwerer Krankheit arbeitete sie bis zu ihrer Pensionierung 1991. 